# Picanço-de-dorso-castanho
Picanço-de-dorso-castanho (Lanius vittatus) é um membro da família de aves Laniidae, os picanços, residente no sul da Ásia.

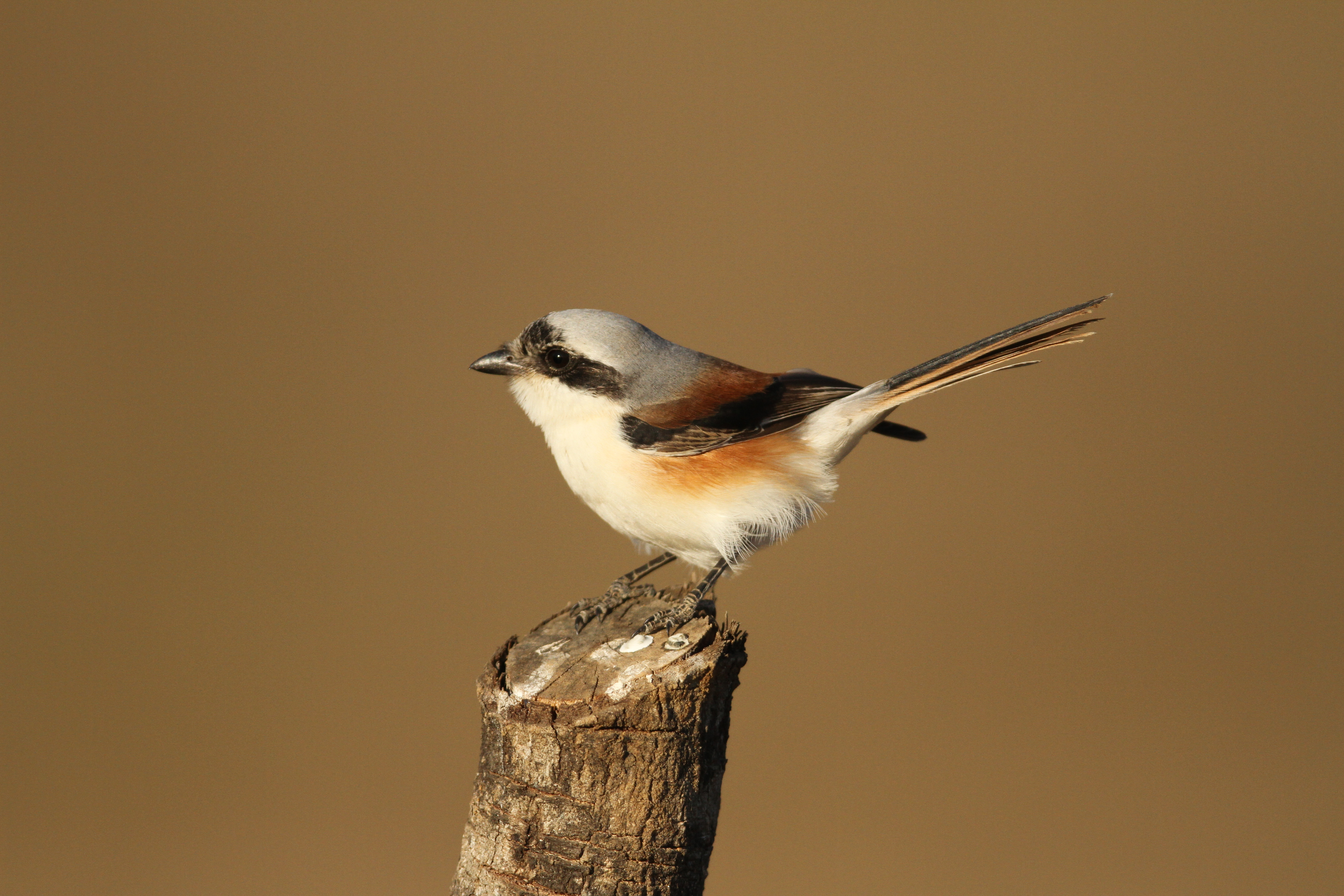

## Descrição
É um picanço pequeno com 17 cm, marrom-avermelhado acima com garupa pálida e cauda preta longa com bordas brancas. As partes inferiores são brancas, mas com flancos amarelos. A coroa e a nuca são cinzentas, com uma típica máscara de bandido preto de picanço através do olho. Há uma pequena mancha branca nas asas, e o bico e as pernas são cinza escuro.
Os sexos são semelhantes, mas os pássaros jovens são versões desbotadas dos adultos.

## Hábitos e habitat
O picanço-de-dorso-castanho tem uma atitude característica de "picanço" ereto empoleirado em um arbusto, do qual sai atrás de lagartos, grandes insetos, pequenos pássaros e roedores .
A presa pode ser empalada em uma ponta afiada, como um espinho. Assim seguras elas podem ser rasgadas com o forte bico em forma de gancho, mas seus pés não são adequados para rasgar.
É um criador residente em grande extensão no Afeganistão, Paquistão, Nepal e Índia, e foi recentemente registado no Sri Lanka. Nidifica em arbustos em áreas de mato e cultivo, colocando 3-5 ovos.